# Khemisti (Tissemsilt)
Khemisti (em árabe: خميستي), anteriormente Bourbaki durante a colonização francesa, é uma comuna localizada na província de Tissemsilt, Argélia. Sua população estimada em 2008 era de 22 900 habitantes.